# Rothemühl

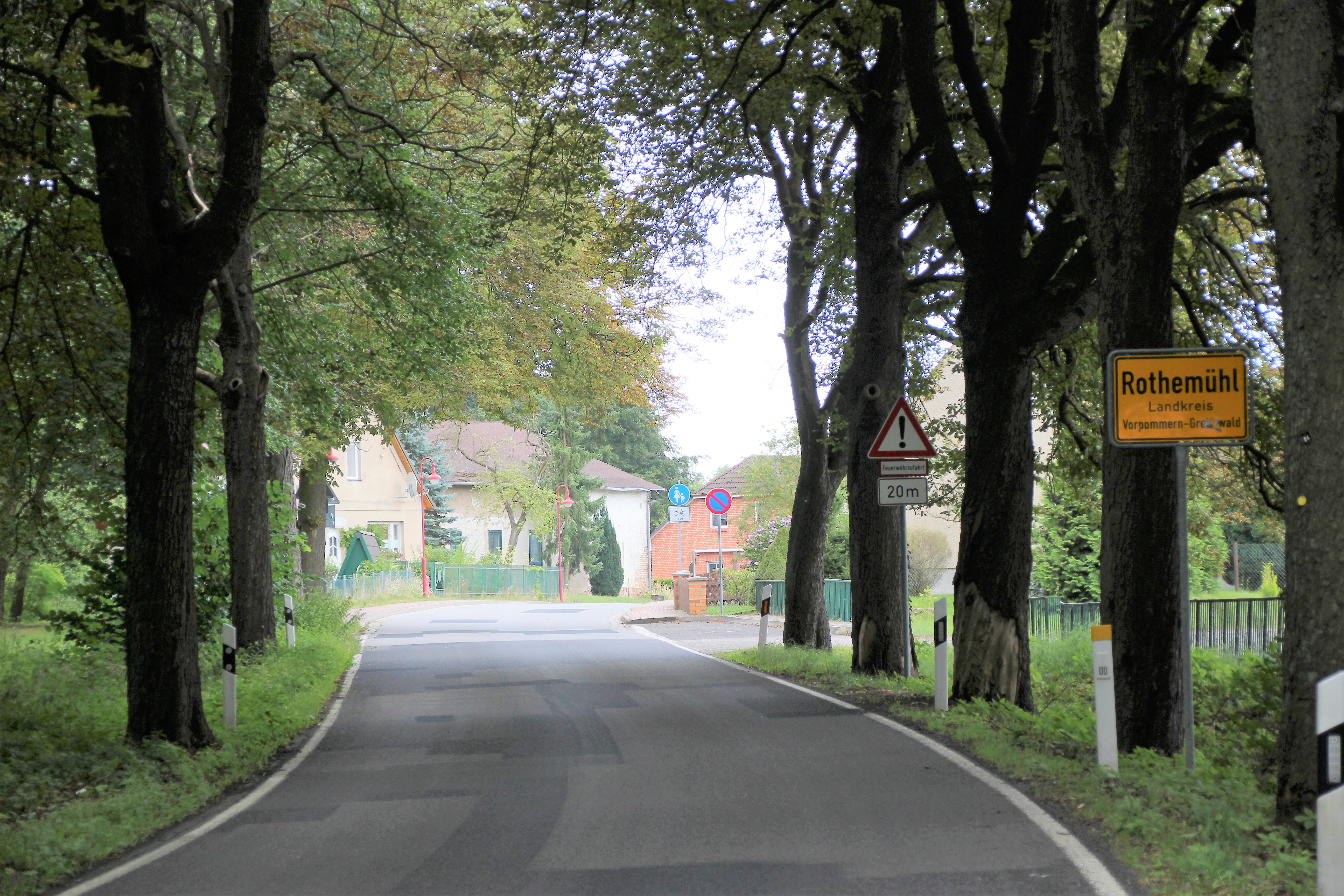
Ortseingang Rothemühl

Rothemühl ist eine Gemeinde im Landkreis Vorpommern-Greifswald in Mecklenburg-Vorpommern. Sie wird vom Amt Torgelow-Ferdinandshof mit Sitz in der Stadt Torgelow verwaltet.

## Geographie
Rothemühl liegt 13 Kilometer südwestlich von Torgelow am Südwestrand der Ueckermünder Heide und südlich der Friedländer Großen Wiese in flachem Gelände. Unmittelbar südlich der Gemeinde erhebt sich die Endmoränenkette der Brohmer Berge, die hier mit dem Schanzenberg eine Höhe bis zu 125 m ü. NN erreicht.
Umgeben wird Rothemühl von den Nachbargemeinden Wilhelmsburg im Norden, Jatznick im Osten und Süden, Strasburg (Uckermark) im Südwesten sowie Heinrichswalde im Nordwesten.
Zur Gemeinde gehören neben dem Hauptort Rothemühl die Wohnplätze Ausbau und Nettelgrund. Die Nachbarorte sind Mühlenhof im Norden, Eichhof und Herrnkamp im Nordosten, Jatznick, Ausbau und Nettelgrund im Südosten, Burgwall, Klepelshagen und Neuensund im Südwesten, Gehren im Westen sowie Heinrichswalde im Nordwesten. Letzteres war vom 1. Juli 1950 bis 1. Januar 1957 Ortsteil von Rothemühl.

## Geschichte
1454 bestand eine Zollstation an der Grenze zur Uckermark am „Roden Born“ und eine Raststätte. Eine erste Erwähnung des Dorfes „Roden Born“ (Rothemühl) findet sich 1507 in den Akten der Stadt Torgelow mit acht Halbbauern und einer Gaststätte (damals noch ohne Mühle). 1575 wurde die Zollstation aufgelöst und der Betrieb der Raststätte wurde ebenfalls aufgegeben. Nach 1580 wurde die Wassermühle beim Roden Born unter Herzog Ernst Ludwig errichtet.
Am 27. Februar 1627 passierten schwedische Truppen im Dreißigjährigen Krieg die Mühle und deckten sich mit Vorrat ein. 1630 war die Mühle wegen ihrer schutzlosen Lage verlassen, ein Jahr später belegt eine Urkunde, dass die Mühle komplett zerstört war und dass die Baukosten zu hoch waren, um sie wieder aufzubauen. Durch die Verträge des Westfälischen Friedens 1648 kam Rothemühl unter schwedische Hoheit.
1690 wurde ein Teerofen errichtet. Während der Schwedischen Landesaufnahme von Vorpommern 1693 wurde auch der Burgwall Rothemühl (auch Karrenberg) erfasst. Um 1700 wurde ein Vorwerk auf dem Gebiet der zerstörten Mühle errichtet. 1715 endete die schwedischen Herrschaft über Pommern und Rothemühl kam unter preußische Herrschaft.
Erster Schulmeister von Rothemühl im Jahre 1746 wurde Samuel Koch. Der Ort war zu dieser Zeit noch ohne Schulgebäude, ein Unterrichtsraum wurde in einem Privathaus eingerichtet. 1748 wurde die Oberförsterei Rothemühl eingerichtet, die für die Reviere Rothemühl, Nettelgrund, Grünhof und Burgwall zuständig war.
1758 wurden Glashütten in Rothemühl errichtet, die bereits 1767 wieder geschlossen wurden, stattdessen wurden Wollspinnereikolonien gegründet. 1787 gab es einen Brand im Rothemühler Krug. Nach langen Verhandlungen wurde 1802 ein Schulhaus nebst Beihaus auf Königliche Kosten erbaut. 1811 wurde der Teerofen geschlossen. Nach dem Ende der Teergewinnung blieben vor allem holzverarbeitende Handwerke in der Gemeinde. Bei einem Brand am 7. November 1815 wurden vier Kolonistengebäude zerstört, es waren dadurch 33 Familien betroffen. Um 1850 wurde auf dem südwestlich des Ortes gelegenen Mühlenberg eine neue Windmühle errichtet, die 1904 gänzlich niederbrannte.
Seit 1840 waren die meisten Rothemühler Männer in der Brettschneiderei von Friedrich Schulz beschäftigt, dessen Geschäft florierte allerdings so rasch, dass er seinen Wirkungskreis schon bald nach Straßburg verlegte. Der Grund, auf dem sein Betrieb stand, wurde in der Folge seines Verkaufs wieder zu Ackerland.
Die Holzindustrie blieb stets ansässig in Rothemühl, allerdings lange Zeit ohne eigene Produktionsstätten, bis 1890 Emil Max Schultz (geb. 1. Juli 1865 in Stettin) ein Sägewerk errichtete. Er war Schwiegersohn des Holzhändlers August Reddemann, welcher sich um Rothemühl verdient gemacht hatte durch den Bau des Deutschen Hauses, des örtlichen Wirtshauses.
In den Folgejahren erwuchsen aus dem Sägewerk sowohl ein kleiner Holzhandel als auch eine Stabschlägerei. Schließlich konnte 1898 die Finanzierung des von Emil Max Schultz geplanten Dampfsägewerks mit einer angeschlossenen Schrotmühle gestemmt werden. Der Grundstein für das neue Sägewerk wurde am 24. Oktober 1898 im Rahmen einer kleinen Zeremonie gelegt. Das damals von den Dorfbewohnern aufmerksam beobachtete Bauunternehmen war lange Zeit Hauptthema allen Tratschs und Klatschs.
In den kommenden Jahren wuchs das Dorf stets weiter, da durch die stete Expansion des Sägewerks immer neue Gerätschaften, Lagermöglichkeiten und Arbeiter benötigt wurden. Innerhalb kurzer Zeit wurden 15 neue Wohn-, Feldscheunen und Stallgebäude gebaut, um den steigenden Ansprüchen gerecht zu werden. Zu dieser Zeit waren viele Rothemühler Familien vom Gelingen und Bestand des Sägewerks abhängig. Trotz schlechter Bedingungen für die Holzindustrie in den Vorkriegsjahren schafften Emil Max Schultz und seine tüchtigen Mitarbeiter den Fortbestand des Werks durch weitere riskante, produktionssteigernde Investitionen zu sichern. Für den Ausbau des Baugeschäfts war der Zimmerpolier Hermann Schleife mitverantwortlich, der auch als Platzmeister bis 1917 im Werk tätig war.
Mit Beginn des Ersten Weltkriegs 1914 wurde das Dorf auf eine harte Probe gestellt. Der Großteil der im Sägewerk beschäftigten Männer sowie auch dessen Gründer Emil Max Schultz zogen in den Krieg, während Frauen Kinder und Alte zurückblieben. Das Sägewerk ging infolgedessen an Fritz Schultz den ältesten Sohn des Sägewerkgründers über. Mangels junger Arbeitskräfte musste die ältere Generation Rothemühler tatkräftig in den Kriegsjahren für den Erhalt des Sägewerks kämpfen. Während die beiden Kutscher J. Levenhagen und A. Janke mehr als ausreichend Holz heranfuhren setzten sich der Heizer, Gatterschneider, Zimmerman und Stellmacher Meister Feldt, Karl Lewien, Karl Doß und Wilhelm Wolter, sowie die Frauen Bertha Plath und Auguste Wohlgemuth, unermüdlich für den Erhalt des Betriebes ein und bewahrten ihn so vor seiner Schließung.
Dorf, Sägewerk und Bewohner überstanden den Krieg. Trotz vieler Entbehrungen und durch die Tüchtigkeit derer, die in Kriegszeiten unter Hochdruck an der Entwicklung des Sägewerks mitgearbeitet hatten, war es um das Unternehmen und infolgedessen, um ganz Rothemühl, in den Anfängen der 1920er Jahre, besser gestellt denn je.
1923 feierte das ganze Dorf das 25-jährige Jubiläum des Sägewerks. Zu diesem Anlass verfasste der Lehrer J. Kersten eine in Leder gebundene Festzeitschrift.
Fritz Schultz führte in den 1920er Jahren das Unternehmen mit vielen Hochs und Tiefs durch die Weltwirtschaftskrise, bis die Tätigkeit 1937 aufgrund der limitierten Holzbestände in der näheren Umgebung Rothemühls eingestellt wurde.
Nach dem Zweiten Weltkrieg erfolgte die Neugründung des Familienunternehmens in dritter Generation durch Friedrich Karl Schultz, den Enkel von Emil Max Schultz. Zunächst als kleines Sägewerk im Teutoburger Wald, dann mit einer Holzbiegerei in Halle/Westfalen und Steinhagen. Mitte des 20ten Jahrhunderts kam die heutige Vertriebsleitung des Familienunternehmens SCHULTZ in Wiesbaden und ein Werk in Neuhof/Fulda hinzu.
Am 1. Juli 1950 wurde die Gemeinde Heinrichswalde eingegliedert und am 1. Januar 1957 wieder eine eigenständige Gemeinde.

## Politik

### Gemeindevertretung
Bei der Wahl der Gemeindevertretung 2014 trat als einzige Wählervereinigung das „Bürgerbündnis Uecker-Randow“ an und erreichte somit 100 % der abgegebenen Stimmen.
2019 trat das „Bürgerbündnis mit Kompetenz für Vorpommern“ (ehem. Uecker-Randow) gegen 5 Einzelkandidaten an. 66,39 %, somit 4 Sitze in der Gemeindevertretung und den Sitz der Bürgermeisterin erhielt das Bürgerbündnis. 2 Sitze gingen an Einzelkandidaten, von denen ein Mandat nicht angenommen wurde. Dieser Sitz bleibt nun bis zur nächsten Kommunalwahl frei.

### Wappen
| Wappen von Rothemühl | Blasonierung: „In Silber über grünem Schildfuß, darin zwei gekreuzte goldene Äxte mit silbernen Stielen, eine rote Holländerwindmühle, begleitet beiderseits von einem dreiblättrigen grünen Eichenzweig mit einer roten Eichel.“ |
| Wappen von Rothemühl | |

### Flagge
Die Gemeinde verfügt über keine amtlich genehmigte Flagge.

### Dienstsiegel
Das Dienstsiegel zeigt das Gemeindewappen mit der Umschrift „GEMEINDE ROTHEMÜHL * LANDKREIS VORPOMMERN-GREIFSWALD“.

## Verkehrsanbindung
Rothemühl liegt acht Kilometer von der Bundesstraße 109 (Berlin–Greifswald) und der Bahnlinie Berlin–Stralsund entfernt. Etwa 15 Kilometer südlich besteht Anschluss an die Bundesautobahn 20 (Ostseeautobahn).

## Sehenswürdigkeiten

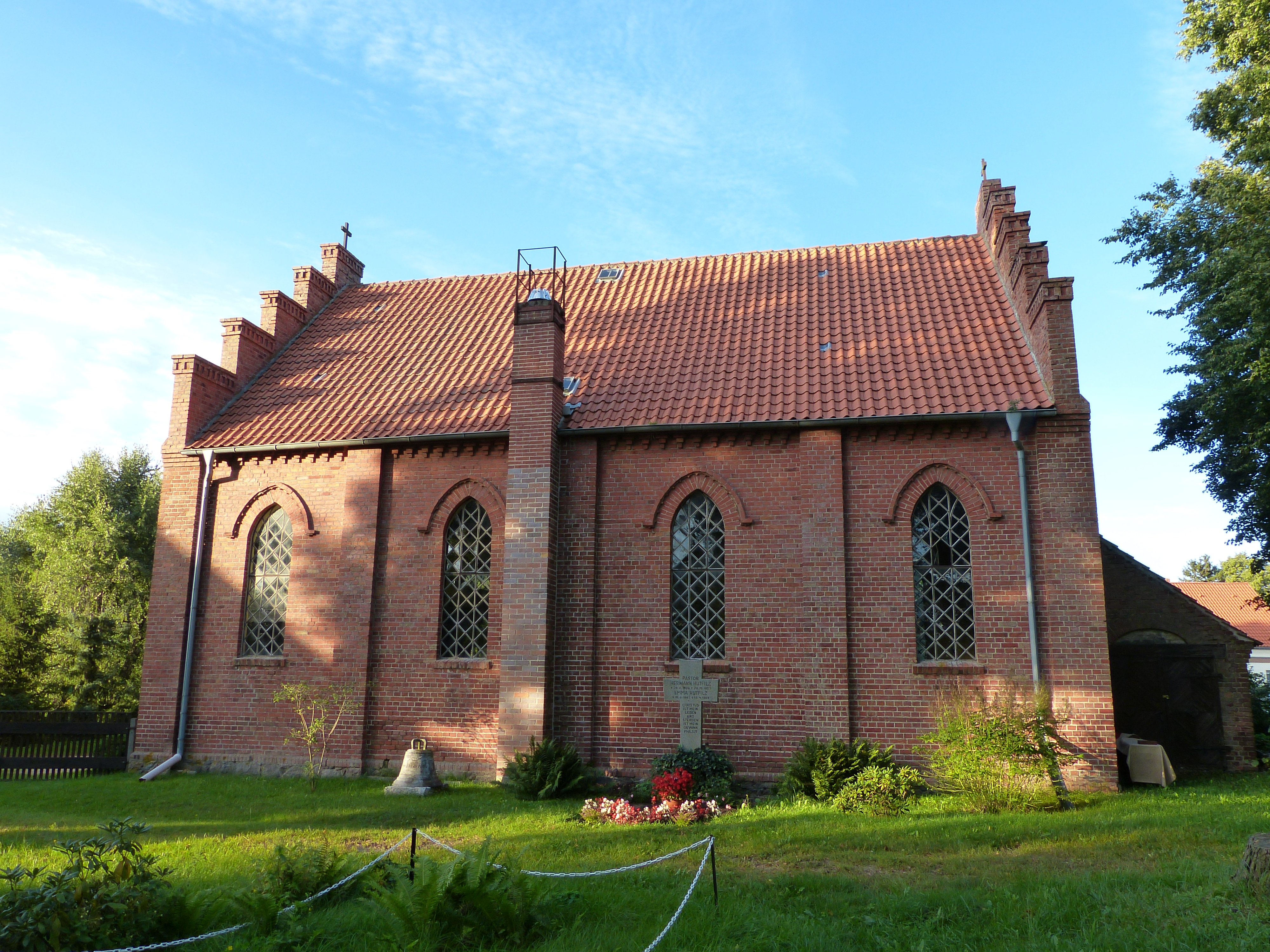
Kirche Rothemühl

- Burgwall Rothemühl, slawischer Burgwall, im 7. bis 9. Jahrhundert besiedelt
- Kirche Rothemühl, Backsteinbau aus dem 19. Jahrhundert

## Persönlichkeiten
- Otto Bruchwitz (1877–1956), deutscher Pädagoge und Heimatforscher